# A dzsungel könyve (musical)
A dzsungel könyve magyar musical, amely Rudyard Kipling azonos című könyve alapján készült. A darab szövegét Békés Pál, a dalszövegeket Geszti Péter írta, a zenéket Dés László szerezte 1994-ben. A darabot 1996-ban mutatta be a Pesti Színház, Hegedűs D. Géza ötletgazda rendezésében. 1996-ban elnyerte a Színházi Kritikusok Díját, mint az év zenés darabja. A darab azóta több mint 1200 előadást ért meg, és az ország számos színháza bemutatta.

## Cselekmény

### Első felvonás
A darab nyitóképében a falu ébredezik. Maugli anyja áldozati dalt énekel, míg a többi ember a tűz körül táncol. (Nyitány) A Maugli családjára támadó tigris, Sir Kán legyőzi Maugli apját, a gyermek a farkasokhoz menekül, ahol Akela, a szioni farkas falka vezére úgy dönt, befogadja a gyermeket, ám ehhez a farkasok gyűlésének engedélye kell, s Sir Kán is magának akarja a gyermeket. A DzsTK (a dzsungel törvénykönyve) szerint járnak el, így Akela befogadhatja Mauglit, ha talál két pártfogót. Balu, a farkasokat a törvényre oktató medve Akela mellé áll, a többieket pedig Bagira, a fekete párduc veszi rá az örökbefogadásra egy általa elejtett ökörrel. A farkasok rituálisan maguk közé fogadják Mauglit. (Farkas vagyok)
A történet évekkel később folytatódik, amikor Balu tanítja Mauglit, hogy egyszer a dzsungel ura lehessen. Mikor a mesterszavakat (a szavakat, melyekkel segítséget kérhet az állatoktól) tanulja, kiderül, hogy szóba állt a majmokkal, mire Balu megbünteti Mauglit, bár Bagira próbálja enyhíteni Balut. (Beindul a pofonofon) A kiütött Mauglit a majmok elviszik, aki magához térve Csiltől, a keselyűtől kér segítséget. Csil Baluhoz és Bagirához siet, aki ráveszi, hogy szóljon Kának, a kígyónak a majmok tartózkodási helyéről (mivel Kának elintézetlen ügye van a majmokkal). Időközben a majmok megválasztják Mauglit vezérüknek (miután felruházták egy farokkal) (Egy majomban őrlünk), ám amikor az visszakozni látszik, ellene fordulnak. Ekkor érkezik Ká, aki hipnotizálja a majmokat. (Válj kővé) Épp Mauglit akarja hipnotizálni és megenni, amikor Bagira és Balu megérkezik, és figyelmeztetik Kát, hogy Maugli nem majom.
Mikor Ká elvonul a majmokkal, Balu ismét büntetést szab ki Mauglira, ám véletlenül egy verembe veri be. A verem a Kobra verme, ahol kincseket rejt az emberek elől. Megpróbálja Mauglit kísértésbe vinni, de végül Maugli csak könyörületességből fogad el egy ankust (fegyvert). Amikor a Kobra támadni készül, Bagira elkapja, de kiderül, hogy már minden méregfoga kihullt az idők folyamán. Maugli az ankust az emberek közé dobja, akik harcolni kezdenek fölötte, és mind meghalnak. Ekkor megérti, miért tartja az embereket Bagira „borzalmas szörnyetegeknek”, és visszadobja az ankust a Kobra vermébe.
Sir Kán próba elé állítja a megöregedett Akelát: el kell kapnia egy őzet. Akela a dicső éveit visszaidézve (Mit ér a farkas?) elfogadja a kihívást, ám elbukik, így halott farkassá nyilvánítják. Sir Kán Akela és Maugli ellen uszítja a farkasokat, és magát jelöli új vezérnek. (Száz a kérdés) Bagira figyelmezteti Mauglit, és az emberek közé küldi a piros virágért (a tűzért), elismerve, hogy bár szörnyetegek, de az emberek „csodákra képesek”. Ekkor elmeséli, hogy fiatalságát emberek között töltötte, akik megbélyegezték, de visszamenekült a dzsungelbe. A fáklyákkal visszatérő Maugli megvédi Akelát, elűzi Sir Kánt, de a farkasokat már nem tudja visszaállítani maga mellé. Balu, aki érzi halála közeledtét, elbúcsúzik Mauglitól (aki először sír), és elmegy meghalni. (Amíg őriz a szemed) Balut követik a keselyűk, az elborzadt Maugli pedig úgy dönt, hogy az emberek közé áll, de megfogadja, hogy a gyűlés sziklájára teríti Sir Kán bőrét (Csak egy út van).

### Második felvonás
A második felvonás az emberek vadászatával kezdődik. (Vadászok dala). Ekkor érkezik Maugli a faluba, ahol csak az asszonyok vannak otthon. Először Túnával, Buldeónak, a falu vezetőjének asszonyával találkozik, aki elkezdi beszédre tanítani Mauglit. (Szavakat keresek) Mikor bemutatja a többi asszonynak, befogadják a faluba. (A mi emberünk) A faluba visszatérő férfiak azonban nem látják szívesen az új jövevényt. Kiderül, hogy Buldeó pénzen váltotta meg magának Túnát, s hogy Sir Kán bőrére vérdíjat tűztek ki. Maugli elmondja, hogy Sir Kán őt keresi, de nem hisznek neki. A férfiak tigrisvadászatra indulnak.
A dzsungelben Ká és Bagira a múltat idézik fel, s érzik az elkövetkező éjszaka veszélyeit. (Tigris éjszakája) Sir Kán megtalálja Mauglit, Bagira a fiú segítségére siet. A párbajból Maugli kerül ki győztesen, s megnyúzza Sir Kánt, ám ekkor megérkezik Buldeó, aki megfenyegeti és megpróbálja lefizetni Mauglit, de Bagira közbelépésére elmenekül. A keselyűk felravatalozzák Sir Kánt. (Kegyelet egylet) Maugli a gyűlés sziklájához viszi Sir Kán bőrét, de kiderül, hogy a falka szétszéledt, és nincs többé csapat. Bagira elmondja Mauglinak, hogy most már férfivá érett, ő a dzsungel ura, de visszaküldi az emberekhez. A darab Bagira áriájával folytatódik. (Beszél a szél) A faluban Buldeó boszorkánysággal vádolva Maugli ellen uszítja a falut, de Túna Maugli pártját fogja. A megérkező Maugli széttöri Buldeó puskáját, és megfenyegeti az embereket, hogy rájuk uszíthatná a dzsungelt, de Túna miatt nem teszi, s megváltja őt Buldeótól Sir Kán bőréért – ezzel bevallja hogy sajnos emberré vált. Elkeseredetten veszi észre, hogy ő mindenhol kívülálló marad, de Túna hűséget fogad neki. (Finálé) A darab a nyitóképpel ér véget.

## Dalok
I. felvonás:
- Nyitány
- Farkas vagyok
- Beindul a pofonofon
- Egy majomban őrlünk
- Válj kővé
- Mit ér a farkas?
- Száz a kérdés
- Amíg őriz a szemed
- Csak egy út van

II. felvonás
- Vadászok dala
- Szavakat keresek
- A mi emberünk
- A tigris éjszakája
- Kegyelet egylet
- Beszél a szél
- Finálé

## Szereposztás
|              | Eredeti szereposztás             | 2024/2025-ös évad szereposztása                 |
| ------------ | -------------------------------- | ----------------------------------------------- |
| Maugli       | Dányi Krisztián / Tombor Zoltán  | Kerek Dávid / Reider Péter / Kövesi Zsombor     |
| Balu         | Reviczky Gábor                   | Reviczky Gábor / Stohl András / Ötvös András    |
| Bagira       | Kútvölgyi Erzsébet               | Majsai-Nyilas Tünde / Kovács Patrícia           |
| Akela        | Borbiczki Ferenc                 | Borbiczki Ferenc / Karácsonyi Zoltán            |
| Sir Kán      | Szervét Tibor                    | Karácsonyi Zoltán / Orosz Ákos / Brasch Bence   |
| Ká           | Méhes László                     | Méhes László / Medveczky Balázs                 |
| Csil         | Sipos András                     | Lázár Balázs / Szántó Balázs / Fesztbaum Béla   |
| Túna         | Juhász Réka                      | Antóci Dorottya / Virágh Panna / Gál Réka Ágota |
| Buldeó       | Oberfrank Pál / Salinger Gábor   | Ötvös András / Bölkény Balázs / Kövesi Zsombor  |
| Kobra        | Harkányi Endre / Kenderesi Tibor |                                                 |
| Kis Maugli   | Dés Fanni / El-Faris Ameen       | Subicz Vilmos / Váhy Miron / Mosdósi Áron       |
| Főfarkas     |                                  | Illés Adrián / Polák Ferenc / Liber Ágoston     |
| Furkó farkas |                                  | Kovács Olivér / Krasznai Vilmos                 |